# Francisco Aramburo
|  | No s'ha de confondre amb Francisco Aramburu. |

Francisco Aramburo o Aramburu fou un futbolista espanyol de la dècada de 1910. Es desconeix la informació sobre el seu naixement o defunció.

## Trajectòria
Jugava de porter. La seva carrera esportiva la va viure a Catalunya. Va jugar al club Gimnàstic de l'Ateneu Enciclopèdic Popular i al CE Europa. El 1912 fitxà pel FC Barcelona, on jugà fins a l'any 1916, excepte una breu estada a l'Universitary SC. Entre 1916 i 1919 jugà tres temporades al FC Badalona, i la següent la jugà al FC Espanya, on acabà la seva carrera. També fou internacional amb la selecció catalana de futbol. Mentre jugava i un cop retirat exercí d'àrbitre.

## Palmarès
- Campionat de Catalunya de futbol:
  - 1912-13, 1915-16